# Folkdräkter från Gotland

Ella Hellgren konstruerade år 1915 en Gotländsk folkdräkt med hjälp av bevarade dräktdelar, minnen och dokumentation.

Gotländska folkdräkter är svenska folkdräkter från Gotland. Gotland har tre dräkter, två kvinnliga och en manlig.
I tabellen nedan ses en förteckning över de 3 gotländska folkdräkterna. I tabellen ses var dräkten kommer ifrån, om det är en kvinno- eller mansdräkt, om den är dokumenterad, rekonstruerad eller komponerad, när den återupptogs i bruk, om det finns varianter samt om det finns ytterplagg. Tabellen bygger på Ulla Centergrans inventering av folkdräkter i Sverige 1988-1993, som publicerades i bokform av Nämnden för hemslöjdsfrågor och LRF:s kulturråd 1993. Syftet var att underlätta för den som ville skaffa sig en egen dräkt att lättare få en överblick över de som fanns.
| Dräkt            | Kön    | Ursprung      | Återupptogs | Finns varianter | Ytterplagg | Källa |
| Gotlandsdräkt    | Kvinna | Komponerad    | 1915        |                 |            | [ 1 ] |
| Gotlandsdräkt    | Man    | Komponerad    | 1952        |                 | Tröja      | [ 1 ] |
| Gotlandsklänning | Kvinna | Rekonstruerad | 1935        | Ja              |            | [ 1 ] |